# ロバート・ブロックのクトゥルフ神話
アメリカ合衆国のホラー作家であるロバート・ブロックのクトゥルフ神話作品について記載する。

## 概要
ブロックは10歳のときに『ウィアード・テイルズ』（以下WT）誌を読み、特にハワード・フィリップス・ラヴクラフトの『ピックマンのモデル』に心酔する。1932年（15歳時）にはラヴクラフトにファンレターを出し、文通が始まる。1834年夏、WTに投稿した『哄笑する食屍鬼』が編集長ファーンズワース・ライトの目に留まり、原稿料を受け取る。翌1935年1月号の『修道院の饗宴』でデビューを果たす。
WT誌が1954年に廃刊になる前の、1952年1月号まで17年にわたり、85編の作品を掲載した。
ラヴクラフトの紹介でオーガスト・ダーレスから指導を受けた。ブロックの作家キャリアの中では、初期にクトゥルフ神話を書き、やがてラヴクラフトの影響を脱する。
- ラヴクラフトの影響から、グールや地下世界への恐怖を題材とした作品を手掛けた[2]。
- エジプトを好んだブロックは、ナイアーラトテップを「妖蛆の秘密」と共に多用した。またラヴクラフトの死後に手がけた『尖塔の影』『アーカム計画』では黒幕的に描かれる。
- 魔道書として「妖蛆の秘密」を作った。特に中東の妖術に関する「サラセン人の儀式」の章は重要で、しばしば言及される。また「屍食教典儀」もブロック創造と推測されている[4]。ほか「黒い儀式」「屍体咀嚼儀典」「サボトのカバラ」「妖術論」も創造したが、これらはほとんど使われることがなかった[注 2][注 3][注 4]。

## 作品リスト
1. 納骨所の秘密（WT1935/05）
2. 自滅の魔術（WT1935/06）
3. 星から訪れたもの（WT1935/09）
4. 無貌の神（WT1936/05）
5. 哄笑する食屍鬼（WT1936/06）
6. 冥府の守護神（WT1936/10）
7. 闇の魔神（WT1936/11）
8. ブバスティスの子ら（WT1937/03）
9. 奇形（WT1937/04）
10. セベクの秘密（WT1937/03）
11. 窖に潜むもの（WT1937/06）
12. 暗黒の口づけ(WT1937/06。ヘンリー・カットナーと共作）
13. 暗黒のファラオの神殿（WT1937/12）
14. 妖術師の宝石（WT1939/02）
15. 尖塔の影（WT1950/09）
16. 無人の家で発見された手記（WT1951/03）
17. 首切り入江の恐怖（ファンタスティック1958/06）
18. アーカム計画（書き下ろし1979）

## １：納骨所の秘密
『納骨所の秘密』（のうこつじょのひみつ、原題：英: The Secret in the Tomb）。WT1935年5月号に掲載された。
「死霊秘法」「エイボンの書」「サバトの秘儀」「妖蛆の秘密」への言及がある。発表されたブロック最初のクトゥルフ神話であり、「妖蛆の秘密」がすでに登場している。
東雅夫は「食屍鬼と化して生きながらえる呪われた妖術師一族の物語。ラヴクラフトばりの装飾的文体は、後年の作品には見られないものだ」と解説する。

### 1あらすじ
オリエント世界からエルダータウンへと逃れてきた魔術師ジェレミー・ストレンジは、自らが建造した納骨所へと埋葬される。狂えるジェレミーの日記には、死後の永遠の命についての謎めいた文言が記されており、父方の長男に代々受け継がれる。彼らは、理由をつけて納骨所へと秘密を探りに行き、誰一人帰ってこなかった。父もまた、「わたし」に秘密を打ち明けた二日後、ボストンに行くと言い残して姿を消す。
時は流れ、わたしは大学に行き、旅に出て、再び屋敷へと戻ってくる。一族最後のわたしは、呪縛を断ち切ると決意し、初代ジェレミーの日記を徹底的に研究していたが、ろくにわからない。そんなある夜、わたしの脳に、納骨所から呼びかける声が届く。
納骨所の中央には、巨大な黒い棺が横たわり、周囲には「食い散らかされたような」死体の破片が散乱していた。わたしは、歴代の長男が体験した出来事を察し、今まさに自分の順番であることを理解する。棺の中の屍は起き上がり、骨と皮ばかりの腕でわたしの喉笛に掴みかかる。その屍の顔こそ、屋敷の肖像画に描かれた、初代ジェレミー・ストレンジのものであった。忌まわしきジェレミーは、墓の中でグールに変貌したのである。恐怖に屈服しかけたわたしが、無理やり視線をそらすと、ふと体が軽くなる。そいつの呪縛は精神支配のみであり、実体はただの朽ちかけた屍にすぎないと理解したわたしは、勇気を振り絞って拳を叩きつける。砕けたジェレミーに、わたしは火のついたマッチを落とす。呪われた納骨所は取り壊され、おぞましい文書もすべて焼き捨てられる。

### 1登場人物
- ジェレミー・ストレンジ - 一族の初代。オリエントの魔術師。納骨所を建てて埋葬される。
- 父 - 7代目。若いころは船乗りで、禁断の知識に通じ、半ば気がふれていた。代々の先祖と同じように失踪。
- 母 - わたしの出産時に死去。
- わたし - 8代目。

### 2収録
- 暗黒界の悪霊、柿沼瑛子訳

## ２：自滅の魔術
『自滅の魔術』（じめつのまじゅつ、原題：英: The Suicide in the Study）。WT1935年6月号に掲載された。
「屍食教典儀」の初登場作品だが、内容への言及はない。ほか、魔導書が死霊秘法、ルードウィヒ・プリンの「妖蛆の秘密」バストの僧侶狂えるルヴェ・ケプラによる「暗黒の儀式」、デルレット伯爵の「屍食教典儀」と列挙されている。

### 2あらすじ
ジェームズ・アリングトンは魔術師である。現代の魔術師は神秘的な装いなどせず、普段着をまとっているのだ。彼は35歳くらいの、浅黒いハンサムな顔立ちの、背筋を伸ばした痩せた男である。彼の背後の、何の変哲もない書斎に陳列された暗黒の書物群や物品が、彼が正真正銘の魔術師であることを現している。
さて、いにしえの書物からアイデアを得たアリングトンは、自説をクラブの学者や作家たちに笑い飛ばされたことで、怒りに打ち震えていた。曰く「人間の中には善の魂と悪の魂があり、2つに分けることで、その人間は同時に2つの自分を楽しむことができる」。そこでアリングトンは、自分自身で実験を試みる。自己催眠をかけて、内在する2つの人格を実体化させるのである。実験が成功すれば、大いなる力を得ることになるだろう。人間を屠るのも、友人たちに恨みを晴らすのも、他の何もかも、お楽しみだ。
アリングトンは、ナイフを用いて自己催眠をかけ、セベクの呪文で精神統一を図る。すると、部屋に何者かがいることに気づく。実験が成功したことに喜ぶも、すぐさま自分の体が縮んでいることに驚く。そして暗闇から姿を現したのは、毛むくじゃらの奇怪な類人猿――グールであった。アリングトンは、己の善性よりも悪性の方がはるかに強大であることを、予測できていなかった。恐怖に怯え、滑稽にも逃げ出そうとする彼を、分身体は嘲笑う。
やげてアリングトンの刺殺死体が発見される。胸に刺さったナイフには非人間的な手の指紋が残されていたものの、現場は施錠された密室であったことから、謎めいた自殺と判定される。

### 2収録
- 暗黒界の悪霊、柿沼瑛子訳

## ３：星から訪れたもの、１５：尖塔の影
『星から訪れたもの』は、WT1935年9月号に掲載された。ラヴクラフトとブロックの交流から生まれ、ラヴクラフトをモデルとした人物が登場し、デッドエンドを迎える。「妖蛆の秘密」が登場した。
続編として、ラヴクラフトは『闇をさまようもの』を翌1936年に発表する。前作の主人公に「ロバート・ブレイク」（ブロックのもじり）と名付け、デッドエンドとした。翌1937年にラヴクラフトが死没する。
第3作として、ブロックによる『尖塔の影』がWT1950年9月号に掲載された。ロバート・ブレイクの死の謎解きであり、ナイアーラトテップの陰謀が描かれる。

## ４：無貌の神
『無貌の神』（むぼうのかみ、原題：英: The Faceless God）。WT1936年5月号に掲載された。
エジプトとナイアーラトテップを題材とした作品である。ラヴクラフトが創造したナイアーラトテップに、本作品はエジプト最古の神・邪悪な砂漠の王という側面を新たに付与した。作中においてナイアーラトテップ神は、崇拝はすたれ表の書物にも現れないが、エジプト人達が伝説を通して知るものとされている。ブロックは本作品で、己の創造した文献「妖蛆の秘密」および他作家の「ネクロノミコン」「エイボンの書」とナイアーラトテップを結び付けている。ほかにもナイアーラトテップについて多くの情報源となる作品である。
版によって主人公の名前が変わっている。もとはシュトゥガッツェという名前であったが、カーノティに変更され、以降は統一されていない。そのため邦訳でも名前の異同がある。
東雅夫は（ナイアーラトテップの）「砂漠の神としての妖異な側面を、強烈に印象づける作品といえるだろう」と解説している。
ソノラマ文庫『暗黒界の悪霊』の表紙イラスト（生賴範義）は本作のナイアーラトテップを描いており、女性体で顔がある。

### 4あらすじ
とあるアラブの隊商が、密輸のために非正規のルートを辿り、道中の砂漠にて、砂から一部露出した古代エジプトの彫像を発見する。町で彼らの会話を盗み聞いた山師カーノティ（シュトゥガッツェ）は、価値を嗅ぎ取り、先取りして富と名声を得ようと企む。カーノティは、密輸団に雇われていたガイドを探し出し、拷問にかけて場所を自白させる。
問題の場所に着いたカーノティは、現地人の人足たちに発掘を命じるが、彼らは怯えて働かない。通訳はナイアーラトテップ神の呪いの恐ろしさを説いて作業をやめるよう説得しようとするが、カーノティは拳銃を取り出し、文字通り神をも恐れぬ言葉で命令する。数時間後、彫像の全身像が露わとなるも、それは顔のない等身大のスフィンクス像であった。
カーノティは翌日の計画を夢見つつ眠りにつくが、雇われた現地人達は呪いを恐れて逃げる。目覚めたカーノティは、自分が一人置き去りにされたことを知り愕然とする。道を知らず、ラクダもロバもおらず、水も食料も武器もない。神像は北を向けてあるので方角がわかると希望を見出すが、既に埋め直された上に岩蓋までされており、絶望する。結局、オアシスがあるかすらわからないデタラメな方角に足を進めるしかなかった。
砂漠の王の呪いは、太陽という現実となってカーノティを苛む。カーノティは錯乱し、背後に黒い影や、前方に幾つもの姿の無貌の彫像たちの幻影を見る。夜になり、カーノティは一周して出発点に戻ってきたという事実を知り、ついに発狂する。背後の影から逃れるために、渾身で神像を埋めた場所に向かって駆ける。すると砂がうねって神像が現れ、カーノティを砂が呑み込む。無貌の神は、真の貌でカーノティを一瞥し、再び砂の中に姿を消す。
首だけが砂上に露出したカーノティは、神を呪い、慈悲を乞い、むせび泣き、終いにはナイアーラトテップの名だけをつぶやき続ける。朝日からの日光が顔を焼き、ハゲタカが舞い降りて肉をついばむ。カーノティは息をひきとる間際、裂けた唇でナイアーラトテップに臣従を誓う。

### 4登場人物
- ドクター・カーノティ / シュトゥガッツェ - カイロの山師。強欲・冷酷な肥満体の男。45歳ほど。
- ハッサン老人 - アラブの密輸団に雇われていたラクダ引き。カーノティの拷問部屋で、彫像の埋まっている場所を自白させられる。
- 通訳と人足たち - エジプト人。ナイアーラトテップへの恐怖を知り、カーノティを置き去りにして逃げる。
- 神像 - ハゲタカの翼とハイエナの胴をもち、三重冠をかぶり顔のない、等身大の黒いスフィンクス。
- ナイアーラトテップ - 邪悪の王。記録からは抹消されているが、口伝で全エジプト最古、全世界最古の神と伝説される。

### 4関連項目
- 妖蛆の秘密 - ブロックが創造した架空の文献。ナイアーラトテップについて記載される。
- 死者の書 - 実在の文献。ナイアーラトテップは記載を消された、という設定になっている。
- 黒い仏 - 仏像バージョンのナイアーラトテップ像が登場。

### 4収録
- クト5、森川弘子訳「無貌の神」
- 真ク4&新ク2、片岡しのぶ訳「顔のない神」
- 暗黒界の悪霊、柿沼瑛子訳「顔のない神」

## ５：哄笑する食屍鬼
『哄笑する食屍鬼』（こうしょうするグール、原題：英: The Grinning Ghoul）。WT1936年6月号に掲載された。
食屍鬼もの。ブロックはラヴクラフトの食屍鬼物語『ピックマンのモデル』を読んだことで心酔して、文通を始め、ついに作家となったというエピソードがある。1934年夏、WT誌に投稿した本作がが編集長ファーンズワース・ライトの目に留まったことがきっかけでデビューした。
東雅夫は「地底への下降と異形への変身、悪夢の顕現というラヴクラフトが得意としたテーマを、自己流のグロテスク・ショッカーに応用した、ブロックの才気を感じさせる食屍鬼譚」と解説している。東はまた、食屍鬼譚を「師匠ゆずり」と評し、エジプトものの方で「独自の神話世界を開いた感がある」とも述べている。
文献「屍食教典儀」が登場する、数少ない作品でもある。この文献は、後に名前と設定が有名になるものの、内容まで踏み込んだ作品は少ない。削除版という設定で、語り手であるダウンタウンの精神科医が、食屍鬼について調査する目的で読んでいる。また「妖蛆の秘密」「ネクロノミコン」「黒い儀式」への言及もある。
また、ブロック自身が創造した神性「バイアグーナ」の初出作品なのだが、名前の言及のみであり、ブロックがこの神を他作品で使うこともなかった。バイアグーナについては、リン・カーターがナイアーラトテップと結び付け、さらに後にジェームズ・アンビュールがルー＝クトゥの魔神たちに位置付けることになる。

### 5あらすじ
精神科医である「わたし」の診療所を、やつれた男が診察に訪れる。男はニューベリイ大学に在籍するチョーピン教授と名乗り、毎晩見る悪夢について語り出す。彼は夢の中で、町はずれにある墓地の地下に降りて食屍鬼たちの宴を目撃したと言い、さらに目覚めた後に現実に同じ場所に赴いて実在の場所だったことを確認したと主張する。わたしは混乱して順序を取り違えているのだろうと判断するが、チョーピンは実際にこの目で見たとして譲らない。そして証明すると言い出し、2人で実際に夜の墓地を訪れるよう約束を取り付ける。わたしは彼の悪夢の内容に興味を抱きつつも、論文を書き、また誤りを正して治療もすぐできると確信を持つ。
その夜、二人は実際に深夜の地下納骨堂を訪れる。チョーピンが特定の場所を押すと秘密のトンネルが現れ、本当に通路があったことにわたしは驚きながらも、二人でトンネルを進む。そして教授は、証拠を持ち帰ると言い残し、穴の奥に消える。ただ一人残されたわたしに向かって、暗闇から足音と哄笑が近づいてくる。チョーピンの話が事実だったと理解したわたしは、死に物狂いで逃げ出す。入口までたどり着いて扉を閉じる間際、わたしは追いついてきた魔物達の先頭に、今や変貌して食屍鬼になってしまったチョーピンの姿を見た。
このことを口外したわたしは、狂っていると診断され、精神療養所に収監される。チョーピンが本当に大学教授として在職しているのか、立証することもできない。食屍鬼を目撃したことで、土葬が恐ろしくて自殺もできない。食屍鬼チョーピンの記憶を消すことができるためなら、魂を投げ出してもいいと思いつつ、わたしは物語を締めくくる。

### 5収録
- クト13、三宅初江訳「哄笑する食屍鬼」
- 真ク1&新ク2、加藤幹也訳「嘲笑う食屍鬼」
- 暗黒界の悪霊、柿沼瑛子訳「嘲笑う食屍鬼」

## ６：冥府の守護神
『冥府の守護神』（めいふのしゅごしん、原題：英: The Opener of the Way）。WT1936年10月号に掲載された短編作品であり、1945年にアーカムハウスから刊行されたブロックの初単行本の表題作。日本では、日本独自短編集に収録されており、クトゥルフ神話短編集には収録されていない。
エジプト神話のジャッカル神アヌビスを題材としている。原題『The Opener of the Way』は、アヌビス像の奥に隠された冥府への道を指し、また邦題はアヌビスそのものに着眼した意訳である。文献「妖蛆の秘密」の「サラセン人の儀式」という章にフォーカスが当たる。

### 6あらすじ
ロナルド・バートン卿は、20年間エジプトの財宝や古文書の発掘で大きな成果を上げていたが、金銭は政府のものとなり、彼個人は貧しいままであった。ロナルド卿はあるとき、ピラミッドから発掘した秘密文書を盗み出して解読し、未発見の地下遺跡とアヌビス神の最古の姿を象った像の存在を突き止める。文書は魔道の神官によって書かれたものであり、報われぬまま老齢に達したロナルド卿の思考を汚染し、やがて彼は山羊を殺して生贄の儀式を行うなどの奇行に走り、息子のピーターは父の精神状態を心配する。そして2人は、古文書に記された方法で扉を開け、3000年間封印されていたアヌビスの偶像と対面する。
父は息子に、それまで黙っていた真の目的を告げる。父は、太古の神官が人間の領域外の存在から得た秘密の知識を、自分も得ようとしていると語る。息子は呪いを恐れて反対するが、父は止まらず、神像の奥に道があると主張する。これは物質的な意味ではなく、「人間の意識を注入させて石像に生命を宿らせる」という意味で、この方法で神像を動かすと通路が開くと言う。父は己に催眠をかけて、肉体から解脱した魂を神像の中へと宿らせる。息子は神像の眼に生命が宿った様子を見て、父は正しかったことを理解する。しかし、その後は何も起こらず、通路が開くようなこともない。息子が父の身体を調べると、父は息絶えていた。
ピーターはアヌビス像の顔に邪悪に満ちた生きた笑みを見、怒って神像を破壊しようとする。すると神像が動き出し、ピーターは為すすべなく石造のジャッカル巨人に惨殺される。ピーターは死の間際に、自分を殺そうとしている者が、石像の中に歪められて蘇った、苦悶の父の生命であると悟る。
アヌビス像の足元で、探検家父子の遺体が発見され、呪いを怖れた発見者により遺跡は封鎖される。

### 6登場人物・神
- ロナルド・バートン卿 - 父。老齢の考古学者。報われない境遇に焦り、いかがわしい魔道に手を出す。
- ピーター・バートン - 息子。父の精神状態を心配し、また呪いを恐れる。
- 拱門のシンボル - 地下遺跡の扉に施された、銀のシンボル。七柱の主要なエジプト神（オシリス、イシス、ラー、バスト、トト、セト、アヌビス）の頭部を生やし、胴体部は銀色の複雑な模様になっている。七頭の異形体は角度によって全く異なるようにも見え、「悪夢の混成物」「悪魔的な技巧」と称される。「妖蛆の秘密」にも記されている。アヌビス頭に仕掛けがあり、決まった手順で動かすと、後述のアヌビス像への通路が開く。
- アヌビス像 - 高さ12フィート（3.65メートル）の獣面人体の神像。アヌビスは冥府の守護神、カルネテル[注 6]のジャッカル神。後世に加工された姿ではない、神の原初の姿であるという。

### 6収録
- 『ポオ収集家』新潮社、仁賀克雄訳

### 6関連作品
- 暗黒のファラオの神殿 - ブロック神話No13。暗黒のファラオ・ネフレン＝カの時代には、ナイアーラトテップと配下の邪神が崇拝され、アヌビスもいた。

### 6関連項目
- 王家の呪い - 墓を荒らした人物には呪いがふりかかるという、脚色された都市伝説。作中でも言及される。

## ７：闇の魔神
『闇の魔神』（やみのまじん、暗黒界の悪霊、原題：英: The Dark Demon）。WT1936年11月号に掲載された。日本独自短編集『暗黒界の悪霊』『夢魔』では表題作となっている。
東雅夫は「ラヴクラフトを連想させる怪奇作家エドガー・ゴードンを蝕む<暗きもの>の恐怖を描いた作品」と解説している。
本作品に登場する<暗きもの>は、作中で主人公がナイアーラトテップ伝説との関係を推測する言及があり、明確な答えは出ていないものの、二次資料などにおいてほぼナイアーラトテップの化身体として扱われている。また、ラヴクラフトをモデルとした人物を登場させて殺してしまうという、クトゥルフ神話では類例が幾つかあるパターンの作品でもある。

### 7あらすじ
作家である「わたし」は、同業者のエドガー・ゴードンと親しくなり、彼が夢を通じて外宇宙を見ていることや、それをもとに小説を書いているという秘密を知る。だが、ある時期からゴードンの作風が一般受けしないほど恐怖じみたものに変化し、彼の交流相手も出版社や友人からオカルティスト中心に変わる。
再会したゴードンは、発表するためではなく、夢の世界の生物からの指示で小説を書いていることを明かす。続いて、「自分は異世界の知性体である<暗きもの>の使徒となり、本を書き上げてしかるべき者に配布する」と主張し出し、「自分はメシアとなり<暗きもの>と一体化する」と締めくくり、わたしを心配させる。
それから数週間後のヴァルプルギスの夜、ゴードンを説得することを決意したわたしは、拳銃を忍ばせて彼の家に赴く。ゴードン宅に着いた時、家の照明は消えていた。わたしが部屋の灯をつけようとしたそのとき、稲妻の閃光が部屋を照らし、書斎で眠っていたゴードンは魔物に変貌していた。彼の主張が事実だと理解したわたしは、眠る彼の射殺を試みた後、原稿を持ち出して焼却する。
数週間後に警官が立ち入ったとき、死体は見つからず、ゴードンは失踪したとみなされ、わたしが殺人罪に問われることもなかった。

### 7登場人物
わたし
語り手。幻想文学作家。
エドガー・ヘンキスト・ゴードン
恐怖小説作家で、『妖魅の樋口』『夜の魍魎』『混沌の魂』といった作品を執筆している。博学で文通好き。
作品を夢から書き上げるという手法を取っており、夢を通じて禁断の文献に記されるものと同じ光景を見ていた。
真のホラーは怪物そのものの観点から語るべきと持論を説き、一人称を非人間で執筆するようになる。<暗きもの>に言い含められ、常軌を逸した思想に呑まれていく。
<暗きもの>
全身真っ黒な柔毛に覆われ、豚のような鼻、緑色の目、野獣の鉤爪と牙を備える。ゴードンの夢に現れて接触し、憑依を試みる。
悪魔アシュマダイにたとえられ、<悪魔の使者>と異名される。主人公はナイアーラトテップ伝説や魔女集会の魔王との関連を推測する。
二次資料『エンサイクロペディア・クトゥルフ』や『マレウス・モンストロルム』においては、「闇の魔神」Dark Demonと記され（作品タイトルと同じ）、ナイアーラトテップの化身体とされる。

### 7収録
- クト5、植木和美訳「闇の魔神」
- 暗黒界の悪霊、柿沼瑛子訳「暗黒界の悪霊」
- 『夢魔』青弓社、佐藤知津子訳、「夢魔」

### 7関連作品
- ナイアーラソテップ (小説) - ラヴクラフトの作品。ナイアーラトテップの初出作品でもある。ラヴクラフトは当作品および登場人物ナイアーラソテップを夢から書き起こした。

## ８：ブバスティスの子ら
『ブバスティスの子ら』（ブバスティスのこら、原題：英: The Bound of Bubastis）。WT1937年3月号に掲載された。
エジプト神話の猫神ブバスティスを題材とする。ブリテン島の妖精伝承の起源にエジプトを挙げて作品に仕上げている。ラヴクラフトは猫を礼賛したが、ブロックはおぞましい神として描いた。ブバスティス＝バストについて、ブロックはバストの神官ラヴェ・ケラフを創造しているが、本作で言及はない。グールテーマでもある。
東雅夫は「古代エジプトの邪神と食屍鬼というブロックお得意のテーマを結びつけ、しかも伝説の地コーンウォールの地底にエジプトの遺跡をしつらえるという奇想横溢の佳品」と解説している。

### 8あらすじ
「わたし」は、友人マルカムが住む英国コーンウォールの屋敷を訪れる。オカルト研究家のマルカムは「コーンウォールの地底で、古代エジプトの遺跡を発見した」という秘密を告げる。わたしは、正式に発表して一流の学者に手伝ってもらうのがよいと助言するが、マルカムは重要度の確信が取れるまでは2人きりで調べるのが最善だと言い、わたしを誘う。
わたしはマルカムに連れられて、海辺の洞窟から地底に入り込む。マルカムは「黒魔術で道を踏み外した猫神ブバスティスの神官たちが、追われてイギリスに逃げてきた」のだと説明する。エジプト風の地下墓所には、幾つもの人獣キメラのミイラが横たわる。わたしは一目見るなり、これらが死体をつなぎ合わせたのではなく、本当に生きていたことを理解する。
2人は祭壇に到達する。そこには、真新しい人骨が散乱していた。わたしは床に埃がないことに慄然とし、マルカムは「既に何人もの地元民を案内して連れてきた」と説明し、「神に食物を捧げることで、対価に秘密の知識を教えてもらうつもり」であると述べ、わたしは自分が生贄だということを理解する。穴倉から何かが現れるも、わたしはマルカムを叩きのめし、一目散に逃走する。そいつ――猫頭の巨人は、マルカムを鉤爪で捕らえて貪り喰らう。
わたしはニューヨークに戻るも、洞窟で最後に見た光景が頭を離れず、隠棲する。わたしは自分の動物恐怖症/猫恐怖症の理由を説明し、コーンウォールの地下洞窟の生物をすぐにでも調べなければならないと警告を発する。

### 8登場人物
- わたし - ニューヨーク在住。学問とオカルトに興味があったことで、学生時代にマルカムと親しくなる。
- マルカム・ケント - イギリスの旧家の地主。わたしの学友。文献「妖蛆の秘密」を調べ、コーンウォールの地底でエジプトの遺跡を発見する。
- ブバスティス - バスト、パシュトとも。エジプト神話の猫の女神であり、ブバスティスとエレファンティーネ島に神殿があった。食屍鬼の神でもある。
- ブバスティスの神官たち - ブバスティスに残忍な生贄を捧げ、黒魔術を実践していた。神に倣ってカニバリズムを実践し、さらに猫の女神を実際に作り出すために、独自の理論で、人間と獣を交雑させて雑種を作ろうとした。エジプトから追放され、コーンウォールに神殿を再建する。
- 「死体を咀嚼するもの」 - 猫頭の巨人。ブバスティスの実現を目指した神官団が、最後に作り上げた生物であり、20世紀の今も地底で生き延びている。

### 8収録
- クト13、三宅初江訳「ブバスティスの子ら」
- 暗黒界の悪霊、柿沼瑛子訳「猫神ブバスティス」

### 8関連作品
- 暗黒のファラオの神殿 - ブロック神話No13。暗黒のファラオ・ネフレン＝カ没落時に、ブバスティスの神官団が逃げたという記述がある。
- ファラオとともに幽閉されて - ラヴクラフトの作品。女ファラオニトクリスが、食屍鬼の女王と呼ばれ、人間と動物の混淆ミイラを従える。
- 邪神伝説シリーズ「ネフェルティティ」

### 8関連項目
- 猫のミイラ

## ９：奇形
『奇形』（きけい、原題：英: The Mannnikin）。WT1937年4月号に掲載された。
妖術師物語にして人面瘡ホラー。文献「屍体咀嚼儀典」「サボトのカバラ」「妖術論」への言及があるものの、掘り下げは特にない。

### 9あらすじ
大学講師のわたしは、教え子のサイモン・マグロアの才能に興味を覚え、親しくなる。サイモンは背中に生じた肉腫に悩まされていたが、知性は群を抜いて優れていた。しかし彼は、父が亡くなったことで突然退学して故郷に帰ってしまう。2年後、わたしは休暇で出かけたブリッジタウンの村で、偶然サイモンと再会を果たす。サイモンは礼儀正しく温和であったが、健康状態は悪化し、肉腫が大きくなっていた。
わたしは、村ではマグロア家の者が忌み嫌われていることを知る。一族には妖術の噂があり、皆なんらかの肉体的不具を備えている。サイモンは一族最後の一人であり、村に来るのは専ら日用品や鎮静剤を購入するためのみ。わたしは偏見に憤慨し、また彼にちゃんとした治療を受けるべきだと説得することを決意する。そこでマグロア邸を訪れたところ、豹変したサイモンに追い返され、困惑する。落ち着いて翌日再訪すると、打って変わって温厚になったサイモンが錯乱した非礼を詫びてくる。
わたしはカーステアーズ医師に相談して、サイモンを強制的に屋敷から連れ出して治療を受けさせることを決める。2人がマグロア邸に赴いたところ、血まみれでサイモンが死んでおり、わたし宛の手紙が残されていた。わたしと医師は書類を全て焼却し、検視官と3人で沈黙を守ることを誓い合う。サイモンの手紙には、生まれたときから魔物に取り付かれていたことや、支配しようとするそいつと抵抗するサイモンの苦闘が記されていた。秘密が露わにされることを恐れたそいつは、手を伸ばしてサイモンの首を絞め、噛み殺したのである。

### 9登場人物
- わたし - 語り手。大学講師。現代人であり、迷信に否定的。休暇中にサイモンと再会する。
- サイモン・マグロア - 文才に優れた青年。猫背で、背の左位置に腫瘍がある。オカルトを信奉する。研究テーマは使い魔。
- アブソロム・ゲイツ - 宿屋の主。釣りの愛好家。
- サチャートン - 農夫。二重人格的なサイモンの振舞に遭遇したことを証言する。
- カーステアーズ医師 - 村の開業医。
- ジェフリィ・マグロア - サイモンの父。イタリアから宗教裁判を逃れてやって来た妖術師の子孫。1933年に怪死。
- リチャード・マグロア - サイモンの叔父。サイモンが12歳のときに発狂死。
- 肉腫 - サイモンの背の肉腫。顔と手足があり、言葉を喋る。妖術の知識をつけ、サイモンを支配しようと目論む。もともと双子として産まれるはずだった片割れが融合したものであるらしい。

### 9収録
- クト4、三宅初江訳「奇形」
- 暗黒界の悪霊、柿沼瑛子訳「悪魔の傀儡」

## １０：セベクの秘密
『セベクの秘密』（セベクのひみつ、原題：英: The Secret of Sebek）。WT1937年3月号に掲載された。
エジプト神話・鰐神セベクを題材とする。恒例の「妖蛆の秘密」の「サラセン人の儀式」の章への言及がある。
世界最大のカーニヴァルであるニューオーリンズ・マルディグラを舞台とする。ラヴクラフトのランドルフ・カーター事件（銀の鍵の門を越えて）の数年後となっており、ド・マリニーが登場する。

### 10あらすじ
過去
暗黒のファラオ・ネフレン＝カは没落し、忌まわしいナイアーラトテップ信仰は葬られた。一方で鰐神セベクの信仰は力をつけ、毎年1回メンフィスの神殿でセベクが高位の神官たちの前に降臨すると信じられていた。エジプト人は未来に復活することを願ってミイラを作るが、神官たちはセベクの強大な力でミイラを守ってもらおうと、生贄を捧げる。ミイラの護符には、墓荒らしを呪う文言が書き連ねられる。
セベクの神官のミイラは四体発見されるが、発見者は全員死ぬ。オカルト結社「柩クラブ」はミイラの一体を入手するが、運輸中に死者が発生したことで、呪いを信じない者とミイラを処分しようという者で意見が分かれる。
193X年の謝肉祭
謝肉祭（カーニヴァル）の最終日マルディグラ(懺悔火曜日)、世界最大のカーニヴァルが開かれているルイジアナ州のニューオーリンズにて、「わたし」は、古代エジプトの神官の仮装をした男ヘンライカス・ヴァニングに出会う。彼はわたしが雑誌に連載しているエジプトの話の読者であり、2人は意気投合する。
彼の邸宅では仮装舞踏会が開催されており、わたしが招かれたときは奇怪な衣装を身にまとった者達が詰めていたが、彼らはヴァニングがカモフラージュの一環として舞踏会に呼び寄せた一般人だった。ヴァニングは自分が秘密結社「柩クラブ」の会員であることを明かすと、残りの4人のメンバーをわたしに紹介する。
舞踏会のさなか、わたしはクロコダイルの頭をしたエジプトの神官を目撃する。仮面のリアルな造形に感服するも、目を離した隙にいなくなっており、酒の酔いによる白昼夢かと片付ける。
そこへ、ヴァニングが真剣な様子でわたしに協力を要請し、セベク神の神官のミイラの柩と、禁断の書物を持ち出してくる。彼は、ミイラを運輸する過程で本当に死人が出たことで、どう扱うべきか意見が分かれていることを話し、わたしに意見を求める。わたしは先ほどのセベクの神官を思い出し、「正に彼を呼ぶべきだろう」と提案する。それを聞いたヴァニングは、そのような人物は見ていないと、恐怖に震える。事態を重く見た4人がその人物を捕まえるために部屋から出て行き、わたしとヴァニングの2人が残る。すると、戸口にあの鰐男が現れ、おびえるヴァニングに素早く近づき、顎を開いて、喉に噛みつく。わたしは殺人者の仮面を引っ張ろうとするが、実際に触れたことで、仮面などではなく「生きた皮膚」だということを理解する。殺人者は姿を消し、ヴァニングの亡骸が残され、わたしは悲鳴を上げて屋敷から飛び出し、ニューオーリンズからも去る。

### 10登場人物
- わたし - エジプトの研究者・作家。似非オカルティストを嫌う。仕事明けで着の身着のままで、仮装はしていない。
- ヘンライカス・ヴァニング - 有閑紳士。オカルト、特に古代エジプトに興味を持つ。カーニヴァルで古代エジプトの神官の装いをしている。手に入れたミイラで儀式を行うことを主張し、ウィールダン教授と意見が分かれる。
- デルヴィン博士 - 民族学者[注 8]。聖書時代バビロニアの神官の装いをしている。
- エティエンヌ・ド・マリニー - 有名なオカルティスト。アドニスの祭司の装いをしている。本来はラヴクラフト作品に登場する人物[注 9]。
- ウィールダン教授 - エジプト学者。イスラム教スンニ派のターバン僧の装いをしている。ミイラの呪いを理解し、死にたくないとミイラを処分すべきと主張する。
- リチャード・ロイス - ヴァニングの助手。眼鏡をかけた若い学者が、修道僧の頭巾をかぶっている。
- セベク - ナイル川の豊穣神。クロコダイルの神。神官の墓を荒らした者に呪いをかけるという。
- ミイラ - セベクの神官の、四体目のミイラ。ウィールダン教授とヴァニングが入手したが、運輸中にキャラバンの人足9人が死ぬ。神官は神にあやかってクロコダイルの仮面をつけるが、このミイラは頭部がむき出しになっている。
- パーティントン - 三体目のミイラの発見者。ウィールダン教授の知り合い。ロンドンの動物園で、クロコダイルの穴に落ちて惨死した。

### 10収録
- クト9、岩村光博訳
- 真ク3&新ク3、木花開那訳「セベックの秘密」
- 暗黒界の悪霊、柿沼瑛子訳「セベク神の呪い」

### 10関連作品
- 暗黒のファラオの神殿 - ブロック神話No13。暗黒のファラオ・ネフレン＝カの時代に、セベクも信仰された。
- 生きながらえるもの - ダーレスの神話作品。爬虫類に着目している。
- Curse of the Crocodile - リチャード・L・ティアニーの短編小説。『セベクの秘密』の記述を踏まえた神話作品。ただしメンフィスでセベクが崇拝されていたというのは史実ではないため、実は秘密の神殿があったという設定で辻褄を合わせている。

## １１：窖に潜むもの
『窖に潜むもの』（あなにひそむもの、原題：英: The Creeper in the Crypt）。WT1937年6月号に掲載された。
ブロックによるアーカム譚である。東雅夫は「妖術師物語のバリエーション」「犯罪小説風食屍鬼譚」と表現した。

### 11あらすじ
1818年、アーカムのチェイムバズ屋敷に住んでいたジョナサン・ダークは、近所の墓地から死体を盗んだ罪で逮捕されて裁判にかけられたあげく、冒涜的な妄言をわめきながら刑務所で死ぬ。屋敷の地下室には鉄の扉が備え付けられており、死体を運んだ扉として、面妖な噂がいくつも立つ。
屋敷は迷信のせいで誰も近寄る者がおらず、無人のままに棄て置かれていた。1930年代のある日、とあるギャングが隠れ家として目をつけが、「血だまりに片足だけを残して」失踪する。別のギャングであるレゲッティもまた、屋敷をアジトとして利用することに決め、旧家の人間を何人か誘拐して身代金をとる計画を立てる。
「わたし」は友人が開催したパーティの帰り道で誘拐され、チェイムバズ屋敷の地下室に運び込まれる。両手足を縛られた状態で目を覚ましたわたしは、レゲッティと部下の会話から、自分の居場所を理解した。やがて部下は身代金を要求する手紙を出すために外に出ていき、地下室にはレゲッティとわたしが2人きりとなり、レゲッティは一人でのソリティア遊びに飽きて眠り込む。わたしは、割れたガラス壜の破片を見つけ、物音を立てないように努めつつ、身体を拘束するロープを切り始める。
そのとき、わたしは地下室の奥から蝶番がきしむ音が聞き、ダークにまつわる怪談を思い出す。何かが這い寄って来る音が響き、眠っていたレゲッティが悲鳴を上げる。肉や骨を貪る音を聞きながら、わたしは必死でロープを切ることに成功する。咀嚼音がやみ、蝶番がきしむ音が聞こえて、ようやくわたしは部屋を出る。去り際、レゲッティの座っていた方角に目を向けると、彼は肉だけが綺麗にしゃぶり尽くされ、痕には人間ではない歯型が残っていた。わたしは地上に出て、ありのままを警察に伝え、捜査に来たGメンは奇怪な死体を目の当たりにする。

### 11登場人物
アーカムの住人
- わたし - 主人公の画家。アーカムの旧家の末裔。家族はいない。
- イズィーキャル・チェイムバズ - 植民地時代の妖術師。プリングル・ストリートに屋敷を構えていた。
- ジョナサン・ダーク - 19世紀初頭に、チェイムバズ屋敷に住んでいた男。墓地から死体を盗んだことで裁判にかけられた。
- アーカムの老人たち - 幼い頃のわたしにダークの逸話を語った。
- タールトン - 資産家で、わたしの旧友。誘拐されたわたしの身代金を要求される。

ギャング
- ジョー・レゲッティ - ニューヨークのギャング。やせぎすのこがらな男。イタリア人。3人の部下である「ポーランド人」「骨男」「ギリシア人」を連れてアーカムに来ている。
- 「ポーランド人」 - レゲッティの部下の一人。豚のような首をした赤ら顔の大男。迷信深い性格で、屋敷をアジトとして用いることに消極的。
- トニイ・フェリーポ - チェイムバズ屋敷で、足首だけを残して消失した。怪事件として新聞にも掲載される。
- ブラック・ジム - フェリーポの怪死を噂していた。未登場。

### 11収録
- クト11、三宅初江訳

## １２：暗黒の口づけ（共作）
ヘンリー・カットナーとの共作。マイケル・リーの2作目。

## １３：暗黒のファラオの神殿
『暗黒のファラオの神殿』（あんこくのファラオのしんでん、原題：英: Fane of the Brack Pharaoh）。WT1937年12月号に掲載された。
ナイアーラトテップを題材とした作品で、ラヴクラフトが創造した暗黒神ナイアーラトテップおよび暗黒のファラオ・ネフレン＝カについて、エジプトものを得意としたブロックによる掘り下げが行われる。恒例の「妖蛆の秘密」の「サラセン人の儀式」の章への言及がある。
構成は、カータレット大尉を主人公とする現代パートに、過去の伝説が引用形式で挿入されるというものになっている。
東雅夫は「古代エジプトにおける暗黒神崇拝の模様や、『妖蛆の秘密』のルドウィク・プリンとの関連などが、詳しく語られている」と解説している。

### 13あらすじ
古代
聖書の時代、神官ネフレン＝カは王位を簒奪し、ナイアーラトテップ以外の全ての神々への信仰を廃止し、血なまぐさい生贄の儀式に耽る。だが反乱が起こり、玉座を追われたネフレン＝カは、逃亡先のカイロで追い詰められ、地下納骨所に生き埋めにされる。死の間際、ネフレン＝カは己についてきた従者100人全員を生贄に捧げてナイアーラトテップを召喚し、未来視の力を得る。
ネフレン＝カは7000年後に蘇ると予言される。ナイアーラトテップとネフレン＝カの記録は歴史から抹消されるが、アブドゥル・アルハザードら中東の妖術師達は暗黒のファラオを語り継ぎ、ルドウィク・プリンの著書を経由して西洋の神秘家達にも伝わる。
20世紀
カータレット大尉は兵役で訪れたエジプトに魅せられ、軍除隊後も自ら希望して移住する。カータレットは信仰史を調べるうちにネフレン＝カの伝説を知り、手掛かりを集めて地下納骨所の位置を突き止めようとする。証拠は揃いつつあり、墓所の発見は目前に迫っていた。
とある真夜中、カータレットの元に、ネフレン＝カ教団の末裔を名乗るアラブ人男性が現れる。男は宝飾品〈ネフレン＝カの印〉を証拠として取り出し、カータレットを今からファラオの墓所へ案内すると言い出す。あまりの突然さと怪しさに、カータレットが疑問を述べると、男は「ネフレン＝カが未来を視たという伝説は真実であり、カータレットが来ること自体が、壁画に予言されているのである」と回答する。カータレットは不安を抱きながらも、大発見の誘惑に惹かれ、男に導かれながらカイロの地下神殿へと降りる。
火鉢に照らされる壁には、3000年以上におよぶエジプトの歴史絵巻が写実的に描かれていた。カータレットは、ネフレン＝カが予言の幻視を得て、死の間際に描いたものだと確信する。壁画をたどる中、カータレットは近代の場面で何人もの学者が赤い部屋で殺されている絵を見つけ、今の自分と酷似していることに気づく。そして、彼は神官たちが知りすぎた者をこの場所に呼び出して殺しているということを悟る。神官は、カータレットが殺される絵を見せ、すぐさま彼を刺し殺す。

### 13登場人物
- カータレット大尉 - 主人公。古代エジプトに魅せられる。学者肌で、オカルトは信じない。財宝ではなく学術のために、ネフレン＝カの墓所を突き止めたいと思っている。
- 黒い男 - アラブ人。ネフレン＝カの教団の末裔を自称する。代々墓を守り、覆い隠した壁画を実際の時間に連動させて引き開けて来た。
- ネフレン＝カ - 血塗られた暗黒のファラオ。追放され、死を前にして得た未来視の力で壁画を描き上げた。画風は一般的なエジプト画と異なり、写実主義である。
- ナイアーラトテップ - 〈強壮なる使者〉と異名される〈古のもの〉。人身御供と引換に魔術師の力を与える。
- 〈真実の盲いた類人猿〉 - 2神一対の偶像であり、ナイアーラトテップ系統の神々の象徴。神話学によれば「白痴の運命」を人格化したもの。

### 13収録
- クト3、三宅初江訳「暗黒のファラオの神殿」
- 『ウィアード・テールズ4』国書刊行会、沼尻素子訳、「暗黒王の神殿」

### 13関連作品
- 闇をさまようもの - ラヴクラフトが1935年に発表した作品。ネフレン＝カの墓所から輝くトラペゾヘドロンが発掘された。

### 13関連項目
- 死者の書 - 実在の文献。ネフレン＝カとナイアーラトテップは記載を消された、という設定になっている。
- 王家の呪い - 墓を荒らした人物には呪いがふりかかるという、脚色された都市伝説。
- ブバスティス、セベク、アヌビス - ネフレン＝カ治世で信仰された、ナイアーラトテップ配下の邪神たち。ブロックはそれぞれを主役とした短編を手掛けている。

## １４：妖術師の宝石
『妖術師の宝石』（ようじゅつしのほうせき、原題：英: The Sorserer's Jewel）。WT1939年2月号に掲載された。
幾何学や光学と写真術にオカルトを導入している。結晶体に、コズミック・ホラーの角度が絡む。「セクメトの星」という呪物がキーアイテムとなっており、名に冠されているセクメトはエジプト神話の牝ライオンの頭を持つ女神である。ブロックのエジプトもの作品の一環であるが、起源がエジプトであるだけで、他作品ほどにエジプトを強調していない。
東雅夫は、<妖術師物語>のバリエーションであり、写真術の導入に新味を打ち出していると解説し、また神話大系との関わりは希薄と指摘している。

### 14あらすじ
宝石「セクメトの星」が、エジプトからローマへと持ち去られる。以後は所有者を転々とし、ルードヴィヒ・プリンは「妖蛆の秘密」に記すも、所有者は非業の最期を遂げていく。帝政ロシア末期、ラスプーチンが所有していた宝石は、さらに流れてアイザック・ヴーアデンの骨董店へとたどり着く。
語り手のわたしはオカルトの知識を買われて、写真家のデイヴィッド・ナイルズの技術顧問となる。ナイルズが求める幻想写真には、特別なレンズが必要という結論に至り、わたしは友人アイザックからエジプトの水晶「セクメトの星」を入手する。一見すると単なる曇りレンズにしか見えず、ナイルズは使い物にならないと評する。わたしがレンズを覗き込むと、異界の地獄めいた光景が映し出されて驚く。わたしから勧められたナイルズもレンズの中の光景を目にする。
ナイルズは幻覚だろうと言うが、わたしは否定し、オカルト的に説明をつける。ナイルズは理解できずにいたが、素晴らしい物が撮れることがわかったことを喜び、さっそく撮影に臨もうとする。だが、わたしは、見続けたら狂うと警告し、こちらから見えたということはあちらからも察知されたのだと危険性を念押しする。それでもナイルズは撮影をやめようとはせず、わたしには怖いならスタジオを離れているように言う。
ナイルズに言われた通り、わたしはスタジオを離れ、アイザックにレンズの効果を報告に行くが、アイザックは苦しんだ痕跡もなく静かに死んでいた。彼は書きかけの調査メモを残しており、わたしはレンズの歴代所有者が死んでいることを知る。わたしが鍵のかかったスタジオに駆け込んだとき、ナイルズはいなかった。残されたフィルムを現像すると、写真の中心には、首をひきちぎられたナイルズの死体が映っていた。わたしは、シャッターが切られた直後、異界のものどもが「光よりも速い速度で」ナイルズを異界へと引きずり込み、写真が撮られたことを理解し、恐怖する。

### 14登場人物
- デイヴィッド・ナイルズ - 一流カメラマン。感情的な行動家。リアリストの科学者。幻想写真を撮りたいと渇望する。
- わたし - 語り手。内向的な夢想家。オカルト研究者。
- アイザック・ヴーアデン - 老齢の骨董店主・呪物コレクターで、わたしとは友人関係にある。

### 14用語
セクメトの星
異界の光景を映し出す、呪われた宝石。本作の重要アイテムとして登場する水晶であり、加工されてカメラのレンズに用いられた。一見すると、ただの曇りレンズにしか見えず、カメラに使えそうもない。
作中でアイザックが解説するところによると、もとは、エジプトのセクメト像の王冠に嵌め込まれていたものであるという。文献「妖蛆の秘密」にも記載がある。ローマ人がエジプトから持ち帰り、所有者を転々としていた。月の女神ディアーナの神官が持っていたものを、奪い取った蛮族がカットした。大アクセノス（不明の人物）は賢者の石として用いて、精霊を操ったと伝わる。ジル・ド・レェ、サン・ジェルマン伯爵、ラスプーチンなども歴代所有者であったというが、総じて非業の死を遂げている。その後、アイザック・ヴーアデンの骨董店へと流れつく。
覗き込むと、超次元の存在が見えてくる。角度や影面によって人間が見えるように変化するが、逆に彼らの方も人間の生命を引きずり込もうと待ち受けている。
セクメトは、エジプト神話の「牝ライオンの頭を持つ女神」である。しかしこのアイテムと逸話は、ロバート・ブロックによる完全なフィクションである。この宝石は、判明している最古の紀元が古代エジプトの神像の宝飾であったという。ブロックのエジプトもの作品の一環であるが、起源がエジプトであるだけで、他作品ほどにエジプトを強調していない。
クトゥルフ神話のアイテムとしては、異界の光景を映し出したりする、宝石・結晶体タイプの呪物であり、類例もある。「セクメトの星」は、当作品以外の作品での再登場例はみられず、単発アイテムとなっている。

### 14収録
- クト10、岩村光博訳

### 14関連項目
- ウィリアム・モーテンセン - 幻想写真家。作中で言及されている。

## １６：無人の家で発見された手記
『無人の家で発見された手記』（むじんのいえではっけんされたしゅき、原題：英: Notebook Found in a Deserted House）。WT1951年3月号に掲載された。神話から遠ざかっていたブロックが、『尖塔の影』に続いて手がけた復帰作品である。
主人公は12歳の少年であり、邦訳も子供の視点・思考・言葉遣いとなっている。東雅夫は「少年の一人称独白体という、神話作品としては珍しいスタイルで書かれている。サスペンスを盛り上げる手腕には、後年のスリラー作家としての才能の片鱗が示されているといえよう」と解説している。
アメリカインディアンの土俗信仰と、ヨーロッパのドルイドと、クトゥルフ神話のシュブ＝ニグラス信仰を融合して作品に仕上げている。シュブ＝ニグラスに加えて、ショゴスの作品でもあるが、名前通りにショゴスとは言い切れず、特殊な扱いとなっている。作中で「ショゴス」と呼ばれている怪物を原型に、後にクトゥルフ神話TRPGにて「（シュブ＝ニグラスの）黒い仔山羊」が誕生する。
ブライアン・ラムレイは、少年時代にこの作品を読んだことがきっかけでクトゥルフ神話に傾倒し、後に作家となった。

### 16あらすじ
ルーズフォードの丘には呪われた伝説があり、住人が姿を消して二度と戻って来ないこともある土地であった。ウィリー・オズボーンは、祖母を亡くし、ルーズフォードの丘に住むおじのフレッド夫妻に引き取られる。1年が経過し、10月になると、ウィリーは「しょごす」と聞こえるような謎の怪音や、悪臭を感じるようになる。また「山羊の蹄」のような、粘液と悪臭を帯びた巨大な足跡も見つける。ウィリーは悪夢に魘されるようになり、夢にはその怪物が姿を持って現れる。ウィリーは神話の本から、ヨーロッパのドルイドを連想する。インディアンの伝承で「白い神が海からやってきた」とされている話は「舟に乗ってきた白人ドルイド」という説を受けて、ウィリーはドルイドが樹木の霊を呼び出して生贄を捧げているのではないかという推測に至る。
10月25日の雷雨の日、親戚のオズボーンが泊まりに来ると聞いて、フレッドおじさんが馬車で駅まで迎えに行く。だが待っても戻らず、夜に無人の馬車が帰ってくる。翌日には馬も死んでしまう。ルーシーおばさんは、逃げ出すための荷造りをするが、姿を消す。さらに井戸の水が緑色の粘性あるものに変わる。
木曜日、10月31日のハロウィンの日、家にオズボーンがやって来る。初対面の彼は「25日は仕事で来れなかった、電報も駅止めで届いていなかったのだろう」と語る。ウィリーはこの家から逃げようと訴えるが、オズボーンは大人の言い分で引き留める。ウィリーはオズボーンを偽物と見抜き、振り切って、郵便屋のじいさんと逃げ出す。しかし馬車の行く手を木の化物が遮り、馬車は事故を起こし、ウィリーは投げ出される。
途方に暮れたウィリーは、牛を殺して祭壇に捧げる、不気味なサバトの光景を目撃する。ウィリーは逃げ回るが、家に戻ってきてしまう。ウィリーは家に入り、板と釘でドアや窓を封鎖する。オズボーンの声が聞こえ、しかも複数人の気配を感じ取る。ウィリーは手記を記録し「井戸や祭壇を調べてください」と書き残す。何かが家を揺さぶり、ウィリーの手記が途切れる。
最終的に、無人の家で手記が発見される。

### 16登場人物・用語
- ウィリー・オズボーン（ぼく） - 語り手。12歳の少年。両親を亡くして祖母と2人で暮らしていた。学校に行ったことがない。本作は全編彼のモノローグで語られる。
- 祖母（おばあちゃん） - ウィリーに、魔の物と関わりを持たないよう忠告する。1年前に死去。
- フレッド（おじさん） - 髭の長い痩身の男性。ルーズフォードの丘で農家をしている。
- ルーシー（おばさん） - 感じのよい中年女性。ウィリーの読書を助ける。
- オズボーン - おばさんの弟。ウィリーとは面識がない。予定日には来ず、ハロウィンの日に都会風の男性がやって来たが、偽物である。
- キャップ・プリチェット（じいさん） - 郵便配達員。定期的に、木曜の午後にやって来る。
- 怪物 - 樹木に形容され、蹄のある足とロープをより合わせたような胴体を持つ。シュブ＝ニグラスと関連ある存在らしいが、詳細不明。作中ではショゴスと呼ばれる。
- メヒタベル・オズボーン - オズボーン家の先祖。セイレムで魔女の疑いをかけられて処刑された。
- 「井戸」 - フレット宅には新旧2つの井戸があり、古い井戸は緑色に腐った水のため使い物にならない。後に新しい井戸の水も変質する。井戸が門であり、地の底には異界がありショゴスなどが棲息していることが示唆されている。
- 「門」 - 物体の門ではなく、異次元への門。

### 16収録
- クト1、三宅初江訳

### 16関連項目
- ショゴス - ラヴクラフトが創造したクリーチャー。変幻自在の細胞を持つ。本作の怪物と同名。

## １７：首切り入江の恐怖
『首切り入江の恐怖』（くびきりいりえのきょうふ、原題：英: Terror in Cut-Throat Cove）。
『ファンタスティック』1958年6月号に掲載された。ブロックの神話作品の中では、後年に描かれたもの。
カリブ海の島を舞台に、トレジャーハンティングと海に沈んだ邪神をテーマとしている。潜水描写があり、窒素酔いや水圧が絡んだリアルなものとなっている。東雅夫は「特定神格の固有名詞などは登場しないが、沈没船に沈み棲む邪神の妖異をピカレスク調で描いて秀逸である」と解説している。
冒頭にて、地図では首切り入江とサンタ・リカ島が見つからないことが述べられ、理由あって名前を変えていると付け加えられている。最後まで読むと理由がわかるようになっており、本作品そのものが邪神に魅せられた主人公ハワードによる手記であり、場所を特定させないために名前を変えたことが明かされる。物語の終幕時に破滅が示唆されており、島が邪神の手に落ちること、本土の未来も暗いことが暗示されている。

### 17あらすじ
1700年代
南米ベネズエラの奥地にて、とある民族が、独自の神性を崇拝し、純金の祭壇に生贄を捧げていた。そこにスペイン人たちが現れ、祭壇と神殿の宝飾を略奪する。財宝は巨大ガレオン船に積まれて、武装護衛船をつけられた状態でスペイン王国に向かう。しかし嵐に遭遇して護衛船が沈み、損傷した本船はサンタ・リカ島の港へと寄る。情報を入手したジェイクス船長の海賊団は、襲撃を試みるも、大海賊黒髭に獲物を先取りされる。しかし、貿易船は財宝もろとも入り江に沈む。黒髭とジェイクス船長はサルベージを試みるも、深海まで船員を潜らせることはできなかった。貿易船の生存者たちは海賊たちに捕まるが、財宝の呪いといった迷信深いことを喋って海賊たちを憤慨させたために殺される。ジェイクス船長の航海士アイゼイア・ホーナーは、この出来事を日記に記す。
1950年代
ホーナーの文書を入手したヨット乗りのダン・ハンスンは、場所を特定し、沈んだ財宝を求めてサンタ・リカ島へと向かう。ダンは、島唯一の白人であるハワード・レインに会いに行って事情を説明し、島の有力者に潜水の許可を取り付けてくれるよう依頼する。ダンとハワードは市長であるホセ・ロバレスに賄賂を払い、市長はハワードに「ダンたちを監視して、村に近づけないこと」「もめ事を起こさないようにすること」という条件で許可を出す。
ハワードは、ダンが連れていたディナ・ドレイクという美女に一目ぼれする。ディナは「自分など幻想を抱くほど大した女ではない」と述べ、さらにハワードはダンに勝てっこないと続ける。10日後、ついにダンが沈没船を見つけ、確認のために船員ロベルトが潜水するが、首なし死体になって浮かぶ。その切り口は鮫やイカ、さらには船材によるものとは考えられないほど綺麗だった。一行は彼の遺体を水葬するが、鮫が寄ってきて、ダンのクルーたちはロベルトの死と鮫に恐れをなし、従わなくなる。ダンが難事に悩む中、ハワードはディナに見栄を張って「自分が協力して潜る」と言い出し、ダンはハワードに潜水法を指導する。
いざ、ハワードが沈没船に降りたそのとき、「短剣を持った女の水死体」と「黒い泡に包まれたロベルトの生首」を目撃する。水上に戻り見たものを証言するも、ダンは幻覚だろうと言い、ハワード自身もそう思う。眠りについたハワードは悪夢を見て、沈没船に積まれた櫃には邪神が宿っていることを知る。話を聞いたダンは、ただの幻覚か悪夢だろうと言うが、裏に何かがあることは否定できなかった。続いてハワードとダンの2人が潜水して、沈んだ船に近づき、黄金に輝く祭壇が沈んでいることを確認する。そのとき櫃の蓋が開き始め、闇の泡が溢れ出す。櫃から伸びた触腕がダンを捕らえて飲み込み、閉じた蓋がダンの足を切断する様子を、ハワードは目撃する。
水上に戻ったハワードは、ダンの死と怪物の実在を証言する。ハワードが黄金を独り占めにするためにダンを殺したのだと思ったディナは、「自分も共犯だから、2人で黄金を手に入れよう」と言い出すが、ハワードに断られる。ディナは市長に言いつけると脅迫するも、ハワードは「自分は死そのものを見て、圧倒的な力を前に崇拝した」と述べ、蓋を開けて邪神を解放したことを告げる。ハワードとディナをよそに、ダンの仲間たちは船を動かして逃げ出そうとし出すが、海底から出現した怪物が、船を転覆させる。ハワードは怯えるディナを気絶させて、神に生贄として供える。
邪神に魅せられて堕ちたハワードは、まず村を生贄に捧げて、続いて島を乗っ取り、本土ひいては都市へと侵略を広げることを企て、本文書を書き留める。
ハワードは逮捕拘留される。手記も押収されて錯乱しているとみなされ、ロベルト、ダン、ディナ殺害容疑がかけられる。事件の不明点に頭を悩ませるホセ市長は、拘留中の囚人ハワードがうめくのをやめて、詠唱を始めているのに気づく。すると入り江の表面から黒い泡が現れ、陸へと向かって来る。それを見てようやく、市長はハワードの手記が真実を記していたことを悟る。

### 17登場人物・用語
20世紀
- ハワード・レイン - 主人公・語り手。島唯一の白人であり、失恋で都会を捨てて1年前に移住してきた。作家として生計を立てている一方、金も権力も腕力もない。
- ダン・ハンスン - マッチョなヨット乗り。首切り入り江に沈んだ財宝を狙う。ハワードからの第一印象は「テディ・ベア」。
- ディナ・ドレイク - ブロンドの美女。25歳。さまざまな土地で歌手をしていたが、金も仕事もなくなり街を出るためにダンについてきた。ハワードからの第一印象は「クリスマス・ツリーの天使」であったが、幻想であったことを自他ともに認める。
- ロベルト - ダンの航海士。死んだ父からホーナー文書を受け継ぐ。
- フアン - ダンの船員。ロベルトと共に潜り、死を発見する。恐れをなして潜ろうとしなくなる。
- ホセ・ロバレス市長 - 島の行政長官。賄賂を受け取り、本土には内密に、入り江でのサルベージ行為を認める。

海賊時代
- バーナビイ・ジェイクス - 海賊船長。構成員40人、小火器12丁規模の団を率いる。
- アイゼイア・ホーナー - ジェイクス船長の航海士。へたな英語で日記を記した。
- 「黒髭」ネッド・サッチュ（エドワード・ティーチ） - 実在した大海賊。海賊の黄金時代（第3期）を代表するほどの大物。

用語
- サンタ・リカ島 - 本作の舞台。西インド諸島にある、混血人種の島。理由があって名前を変えているため（ハワードがはぐらかすため）、地図を探しても見つからない。
- 首切り入江 - サンタ・リカ島の入江。非公式の名称。財宝を積んだガレオン船が沈んでいる。
- 邪神 - 名称不明。黒い不定形の姿をしている。南米の密林で、神殿が築かれ、生贄を捧げられていた。人を喰らうことで、記憶や感情を味わう。スペイン人に略奪された後、海底に250年間沈んでいた。

### 17収録
- クト12、三宅初江訳

### 17関連項目
- コンキスタドール
- カリブ海の海賊 (歴史)

## １８：アーカム計画
1979作品。3部から成る長編。